# جائزة موناكو الكبرى 2019
جائزة موناكو الكبرى 2019 (بالفرنسية: Grand Prix automobile de Monaco 2019)‏ هو سباق فورمولا 1
أقيم بتاريخ 26 مايو 2019 في حلبة موناكو، موناكو، وكان السباق 6 من أصل 21 في بطولة العالم لسباقات الفورمولا واحد موسم 2019، وكان أول المنطلقين لويس هاملتون.
فاز بالمركز الأول  لويس هاملتون، وكان صاحب أسرع لفة بيير جاسلي بزمن قدرة 74.279 ثانية.